# Callia di Siracusa
Callia (in greco antico: Kαλλίας?, in latino Callĭas; Siracusa, IV secolo a.C. – Siracusa, dopo il 289 a.C.) è stato uno storico siceliota.

## Biografia
Callia visse alla corte di Agatocle, tiranno di Siracusa e basileus di Sicilia, del quale, come sappiamo dalle fonti, fu un favorito. 

## Storia di Agatocle
Callia avrebbe scritto 22 libri sulla storia siciliana dell'età di Agatocle, citati come τὰ περὶ ᾿Αγαθοκλέα o περὶ ᾿Αγαθοκλέα ἱστορίαι (Storie di Agatocle) e, in latino, Historia de Rebus Siculis, dei quali restano pochi frammenti. 
Della sua opera si servì Diodoro Siculo per narrare la storia di Agatocle, unendolo ad altre fonti, anche se rimprovera allo storico siracusano di aver lodato fin troppo le gesta di Agatocle, probabilmente sotto compenso, e lo nomina insieme al fratello del tiranno, Antandro, capo militare e autore anch'egli di una biografia su Agatocle:
(trad. A. D'Andria.)
Vero è che Callia, comunque, almeno a quanto traspare dai soli 7 frammenti pervenuti, si dilungava anche in particolari di un certo interesse, derivanti dalla sua esperienza autoptica. In effetti, ad esempio, da uno dei suoi frammenti si apprende che ai suoi tempi a Siracusa vi era un luogo chiamato Mythos; si trattava di un grande giardino dove il re Ierone II (che governò anni dopo la morte di Agatocle) era solito recarsi per discutere degli affari del governo. Inoltre Callia afferma che all'epoca l'intera zona di Panormus (attuale Palermo) si presentava con un enorme verde giardino ricolmo di alberi da frutta e per questo quell'area veniva chiamata dai Greci dell'isola «Giardino di Sicilia». 
Callia si occupò, nell'ambito della sua storia, anche delle origini di Roma: secondo il Siracusano, infatti, i Romani discendevano da donne di Troia, una delle quali, di nome Roma, avrebbe sposato Latino, re degli Aborigeni; dalla loro unione vennero generati Romolo e Remo, che sarebbero stati i fondatori dell'urbe, cui diedero il nome della loro madre.